# 4547 Massachusetts
4547 Massachusetts è un asteroide della fascia principale del diametro medio di circa 24,37 km. Scoperto nel 1990, presenta un'orbita caratterizzata da un semiasse maggiore pari a 2,6138959 UA e da un'eccentricità di 0,0690982, inclinata di 18,00278° rispetto all'eclittica.